# Mirun
Mirun (arab. ميرون) – nieistniejąca już arabska wieś, która była położona w Dystrykcie Safedu w Mandacie Palestyny. Wieś została wyludniona i zniszczona podczas wojny domowej w Mandacie Palestyny, po ataku żydowskiej organizacji paramilitarnej Hagana w dniu 10 maja 1948.

## Położenie
Mirun leżała w Górnej Galilei u podnóża masywu górskiego Meron, w odległości 5 kilometrów na zachód od miasta Safed. Według danych z 1945 do wsi należały ziemie o powierzchni 1 411,4 ha. We wsi mieszkało wówczas 290 osób.
| własność gruntów | powierzchnia gruntów (hektary) |
| ---------------- | ------------------------------ |
| Arabowie         | 676,5                          |
| Żydzi            | 583,9                          |
| publiczne        | 151                            |
| Razem            | 1 411,4                        |

| Rodzaj użytkowanych gruntów | Arabowie (hektary) | Żydzi (hektary) |
| --------------------------- | ------------------ | --------------- |
| uprawy oliwek               | 20                 | 0               |
| uprawy zbóż                 | 673,4              | 582,9           |
| nieużytki                   | 151                | 0               |
| zabudowane                  | 3,1                | 1               |

## Historia

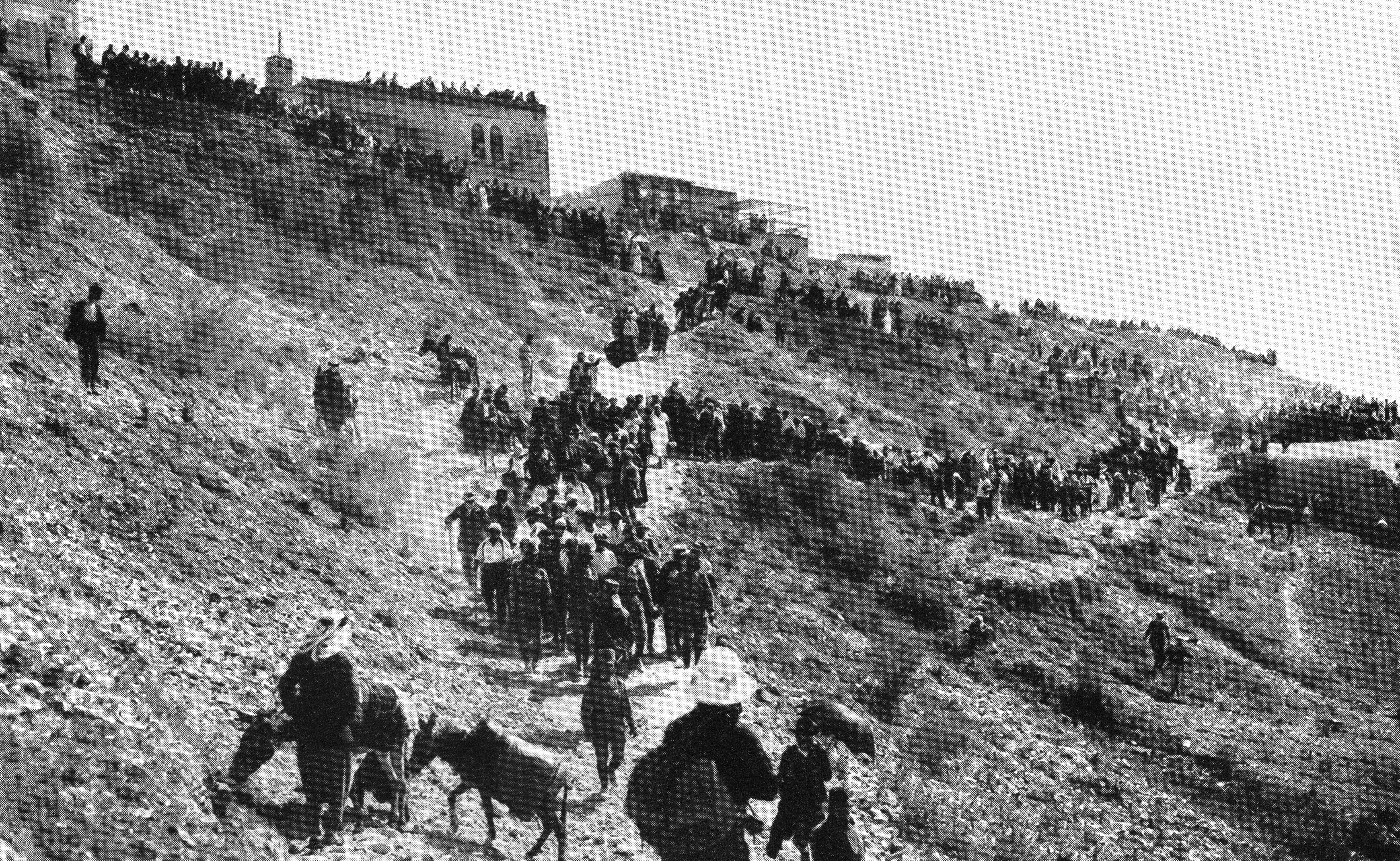
Żydowscy pielgrzymi w Mirun, 1920

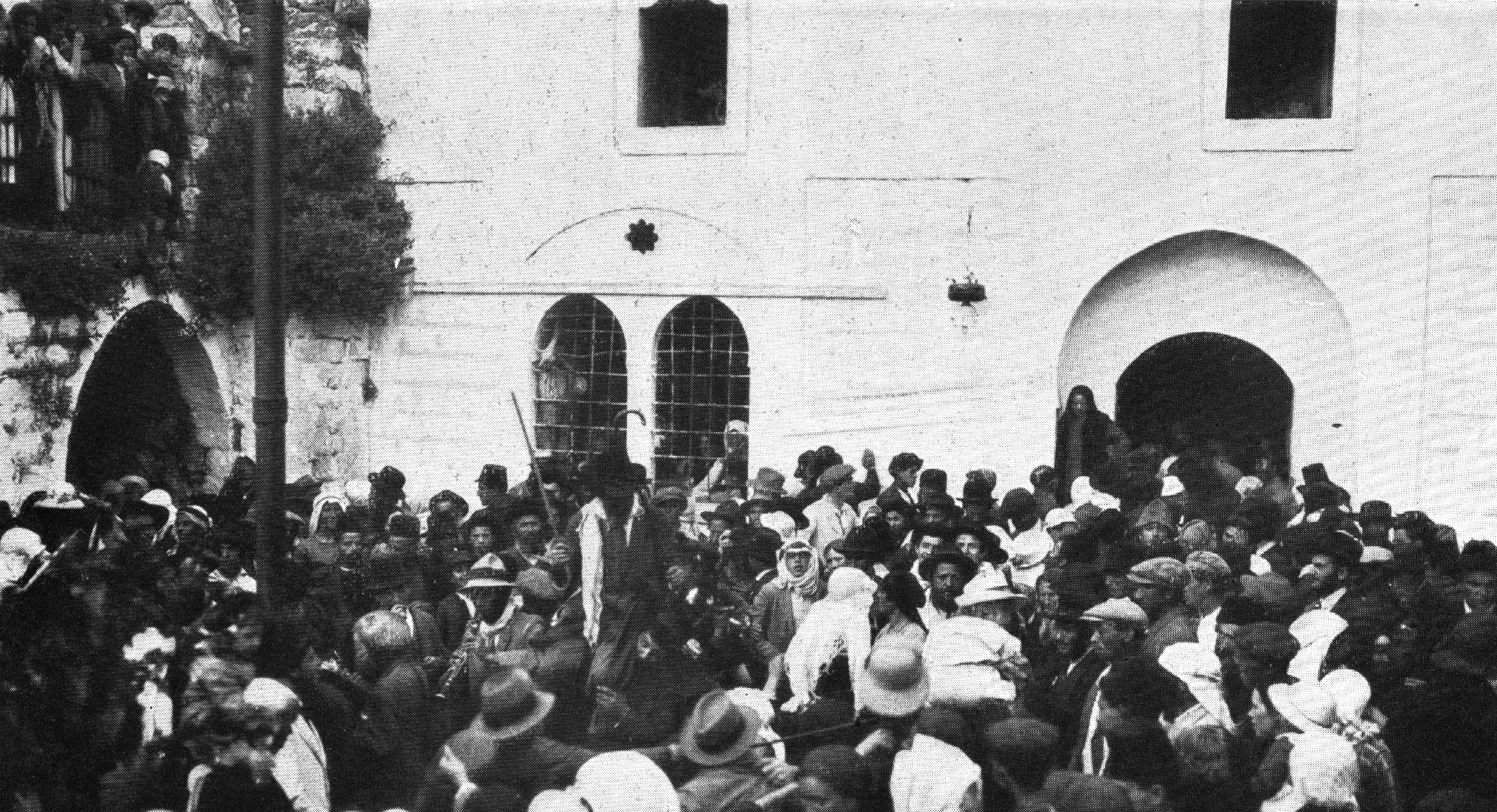
Żydowscy pielgrzymi w Mirun, 1920

Osada Mirun jest utożsamiana ze starożytnym miastem kananejskim Merom lub Maroma, chociaż brak jednoznacznych dowodów archeologicznych i są uwzględniane inne lokalizacje dla tych miast. W okresie panowania hellenistycznego jest potwierdzone istnienie wioski Mirun. Talmud wspomina o wiosce, mówiąc, że hodowano w niej owce i produkowano oliwę z oliwek. W ostatniej dekadzie III wieku we wsi wybudowano synagogę, jednak jakiś czas później z nieznanych przyczyn wieś została opuszczona. Odkryte groby wskazują, że wieś była zamieszkała przez społeczność żydowską w latach od 750 do 1399. W XII wieku wieś odwiedził żydowski podróżnik Beniamin z Tudeli. Napisał on, że w Mirun znajdują się grobowce, w których jak wierzą miejscowi znajdują się szczątki Hillela, Szammaja i dwudziestu innych słynnych rabinów. Francuski rabin Samuel ben Samson odwiedził Mirun w 1210 i potwierdził obecność grobów Szymona bar Jochaja i jego syna Eleazara. Od XIII wieku Mirun było najczęstszym celem żydowskich pielgrzymek w Palestynie. W 1596 Mirun była dużą wsią z 715 mieszkańcami, którzy utrzymywali się z upraw winorośli, oliwek, oraz hodowli kóz i miodu.
W okresie panowania Brytyjczyków Mirun była małą wsią. We wsi znajdowała się szkoła dla chłopców.
Podczas wojny domowej w Mandacie Palestyny w dniu 10 maja 1948 wieś Mirun zajęły siły żydowskiej organizacji paramilitarnej Hagana. Nastąpiło wówczas pierwsze częściowe wysiedlenie mieszkańców wsi. Podczas I wojny izraelsko-arabskiej w rejonie tym stacjonowały siły Arabskiej Armii Wyzwoleńczej. W październiku 1948 Izraelczycy przeprowadzili operację Hiram, podczas której wieś zbombardowały trzy samoloty. W dniu 29 października Merion została zajęta przez izraelskich żołnierzy. Po ustaniu walk wysiedlono wszystkich mieszkańców, a domy wyburzono.

## Miejsce obecnie
Na terenie wioski Mirun powstał w 1949 moszaw Meron.
Palestyński historyk Walid Chalidi, tak opisał pozostałości wioski Mirun: „Arabska część wioski została rozebrana, chociaż zachowało się kilka kamiennych murów i ścian domów. Jedna ze ścian ma prostokątny otwór drzwi, a inna łukowate wejście”.